# Berkenstein
Berkenstein is een buitenplaats aan de zuidzijde van Dorpsweg in Maartensdijk. Het grote huis dat ten westen van de buitenplaats Eyckenstein stond, werd rond 1900 afgebroken. Vermoedelijk werd  Berkenstein omstreeks 1700  gebouwd en rond 1900 afgebroken. Van het huis is maar een enkele tekening bekend.
De voormalige koetsierswoning uit het tweede kwart van de 19de eeuw op het terrein is een rijksmonument. De moestuin werd later toegevoegd aan Landgoed Eyckenstein. De naam Berkenstein komt mogelijk van Geertruijt van Berck, zij was getrouwd met Johannes Gerobules.
Het gebouw werd omstreeks 1900 gesloopt in opdracht van Willem Carel baron van Boetzelaer, burgemeester van De Bilt.
De moestuin en de arbeiderswoning op Dorpsweg 264 hoorden tot de buitenplaats.

## Bewoners/eigenaren
- - familie Gerobulus
- - familie Van Poolsum
- 1765 - familie Swaving
- - familie Eyck van Zuylichem
- - Willem Carel van Boetzelaer, burgemeester van De Bilt